# Датский освободительный совет
Датский освободительный совет (дат. Danmarks Frihedsrådet), также известный как Совет Свободы — орган управления деятельностью датского Движения Сопротивления во время германской оккупации. Образован в сентябре 1943 года в ответ на усиление антипартизанских мер в Дании.

## Предыстория
9 апреля 1940 немецкими войсками была проведена операция «Везерюбунг», в ходе которой Дания была захвачена за несколько часов. Датское правительство и король Кристиан X формально осудили нарушение немцами договора о ненападении, но не оказали сопротивления. Независимость Дании формально была сохранена, но фактически Германия получила право как минимум размещать беспрепятственно свои войска. Союзники вследствие этого не могли развить антигерманскую деятельность в стране, несмотря на неприязнь простых граждан к немцам, хотя датский флот вынужден был уйти в союзные порты, а посольства Дании в странах Антигитлеровской коалиции не признали решение правительства легитимным.
Датское движение Сопротивления появилось по инициативе группы гражданских лиц и бывших датских солдат. Изначально оно планировало только передавать разведданные британскому Управлению специальных операций, но не рискнуло проводить какие-либо саботажи, поскольку любая диверсия должна была согласовываться с руководством сопротивления в Дании или Швеции. С 1943 года диверсии стали всё-таки проводиться. Британский маршал Бернард Монтгомери позднее утверждал, что сильнее из разведок стран-союзников разведка датского подполья была самой лучшей.
Условия жизни до 1943 года были умеренными, и датчан сильно не притесняли, но после серии дерзких саботажей немцы ужесточили отношение к гражданскому населению и стали арестовывать чаще лиц, казавшихся им подозрительными. Это привело к ряду забастовок и актов гражданского неповиновения. В августе немцы поставили ультиматум датскому правительству — они потребовали казнить всех арестованных, угрожая ввести военное положение и объявить комендантский час. Датское правительство отказалось от выполнения требований и подало в отставку. С этого момента Дания и де-юре стала оккупированной страной, но это развязало наконец-таки руки датскому Сопротивлению. С октября 1943 года началось тотальное антинацистское движение по всей стране, вызванное попыткой ареста датских евреев, которую подпольщики сумели сорвать и переправить евреев в Швецию.

## Деятельность Совета
В сентябре 1943 года был образован Датский освободительный совет, занимавшийся координацией действий отрядов Сопротивления в борьбе за освобождение страны. Совет был призван объединить различные группировки, поддерживавшие Сопротивление. В состав Датского совета входили деятели Коммунистической партии Дании, движения «Свободная Дания», Датской партии единства и организации «Кольцо». Лидерами совета были Бёрге Хоуманн, Могенс Фог, Арне Сёренсен, Фроде Якобсен, Эрлинг Фосс и Оге Шок. Директивы британского Управления специальных операций координировали действия различных групп.
В декабре 1943 года из Великобритании поступили распоряжения об организации военных группировок, которые должны атаковать немцев в случае вторжения. Первыми организацией занялись коммунисты и унионисты, а затем к ним присоединились деятели «Кольца». Ко дню высадки союзников в Нормандии численность движения Сопротивления составляла 20 тысяч человек, и с того дня число актов саботажа, диверсий и нападений выросло. Это происходило не случайно: британцы специально велели датчанам отвлекать на себя внимание, чтобы расчистить себе путь во Франции. Базой и убежищем для датского сопротивления послужила именно нейтральная Швеция, которая не выдавала Германии прятавшихся там деятелей Сопротивления и позволяла датчанам беспрепятственно перемещаться через границу.
Совет был распущен в мае 1945 года, когда Германия подписала капитуляцию и вынуждена была разоружить свои войска, которые так и не покинули Норвегию и Данию.